# Francesc Moll i Marquès
Francesc Moll i Marquès   (Palma, 28 d'octubre de 1937 - Palma, 12 de juliol de 2025) va ser un editor mallorquí, fill de Francesc de Borja Moll i germà d'Aina Moll i Marquès.
El 1962 es llicencià en ciències econòmiques per la Universitat de Barcelona. Del 1963 al 1967 fou gerent del Diario de Mallorca, del 1967 ençà fou gerent de l'Editorial Moll i col·laborà amb el seu pare en l'edició del Diccionari Català-Valencià-Balear.
Del 1993 al 2000 fou president del Gremi d'Editors de les Illes Balears i membre de la junta del Gremi de Llibreters de Mallorca. També fou soci de l'OCB, la Societat Arqueològica Lul·liana i ARCA. Va ser soci cofundador i president del 1978 al 1981 del Grup Balear d'Ornitologia i Defensa de la Naturalesa. El 1978 va ser director general de Medi Ambient de la Conselleria d'Ordenació del Territori del Consell General Interinsular. Per tot això el 2001 va rebre el Premi d'Actuació Cívica de la Fundació Lluís Carulla.